# Qincheng
Qincheng (kinesiska: 秦城, 秦城乡) är en socken i Kina. Den ligger i provinsen Shanxi, i den norra delen av landet, omkring 72 kilometer norr om provinshuvudstaden Taiyuan. Antalet invånare är 21 914. Befolkningen består av 10 770 kvinnor och 11 144 män. Barn under 15 år utgör 18,0 %, vuxna 15-64 år 71 %, och äldre över 65 år 9,0 %.
Genomsnittlig årsnederbörd är 637 millimeter. Den regnigaste månaden är juli, med i genomsnitt 203 mm nederbörd, och den torraste är januari, med 3 mm nederbörd.